# Lim O-kyeong
Lim O-kyeong (임 오경; ur. 11 grudnia 1971 w Jeongeup) – była koreańska piłkarka ręczna, reprezentantka kraju, rozgrywająca. Mistrzyni olimpijska 1992 z Barcelony oraz dwukrotna wicemistrzyni olimpijska w 1996 w Atlancie oraz w 2004 r. w Atenach. mistrzyni świata 1995. W 1996 r. została wybrana najlepszą piłkarką ręczną na Świecie.

## Sukcesy
- Igrzyska olimpijskie:
  -  1992
  -  1996, 2004
- Mistrzostwa świata:
  -  1995

## Nagrody indywidualne
- 1995: najlepsza lewa rozgrywająca mistrzostw świata
- 1996: najlepsza lewa rozgrywająca igrzysk olimpijskich

## Wyróżnienia
- 1996: najlepsza piłkarka ręczna roku na Świecie